# Wahlkreis Zichyfalva
Der Wahlkreis Zichyfalva war ein Wahlkreis im Komitat Torontál für die Wahlen des Abgeordnetenhauses im Ungarischen Reichstag (bis 1867 Landtag genannt).

## Beschreibung
Der Wahlkreis war einer von zwölf im Komitat, das im Süden des Königreichs Ungarn lag. Nach dem Ersten Weltkrieg musste Ungarn das Gebiet durch den Vertrag von Trianon 1920 an das spätere Jugoslawien abtreten. Der Wahlkreis wurde aufgelöst.

## Abgeordnete
Folgende Abgeordnete wurden bei den Wahlen im Wahlkreis Zichyfalva gewählt:
| Name                                   | Partei                                          | Wahl   | Amtszeit                               |
| -------------------------------------- | ----------------------------------------------- | ------ | -------------------------------------- |
| Pál Dániel                             | –                                               | 1848   | 5. Juli 1848 – 13. August 1849         |
| Pál Dániel                             | Felirati Párt (Adress-Partei)                   | 1861   | 6. April 1861 – 22. August 1861        |
| Pál Dániel                             | Deák Párt (Deák-Partei)                         | 1865   | 14. Dezember 1865 – 9. Dezember 1868   |
| Pál Dániel                             | Deák Párt (Deák-Partei)                         | 1869   | 22. April 1869 – 15. April 1872        |
| Pál Dániel                             | Deák Párt (Deák-Partei)                         | 1872   | 3. September 1872 – 24. Mai 1875       |
| Pál Dániel                             | Szabadelvű Párt (Liberale Partei)               | 1875   | 30. August 1875 – 29. Juni 1878        |
| Pál Dániel                             | Szabadelvű Párt (Liberale Partei)               | 1878   | 19. Oktober 1878 – 1. Juni 1881        |
| Pál Dániel                             | Szabadelvű Párt (Liberale Partei)               | 1881   | 26. September 1881 – 19. Mai 1884      |
| Pál Dániel                             | Szabadelvű Párt (Liberale Partei)               | 1884   | 27. September 1884 – 25. Mai 1887      |
| Pál Dániel                             | Szabadelvű Párt (Liberale Partei)               | 1887   | 28. September 1887 – 4. Januar 1892    |
| Pál Dániel                             | Szabadelvű Párt (Liberale Partei)               | 1892   | 20. Februar 1892 – 10. Mai 1895 1      |
| László Dániel                          | Szabadelvű Párt (Liberale Partei)               | 1895 2 | 26. September 1895 – 22. Januar 1896 1 |
| Pál Dániel                             | Szabadelvű Párt (Liberale Partei)               | 1896 2 | 10. Februar – 3. Oktober 1896          |
| Jenő Karátsonyi                        | Szabadelvű Párt (Liberale Partei)               | 1896   | 25. November 1896 – 5. September 1901  |
| Jenő Karátsonyi                        | Szabadelvű Párt (Liberale Partei)               | 1901   | 26. Oktober 1901 – 3. Januar 1905      |
| Jenő Karátsonyi                        | Szabadelvű Párt (Liberale Partei)               | 1905   | 17. Februar 1905 – 19. Februar 1906    |
| Jenő Karátsonyi                        | Alkotmánypárt (Verfassungspartei)               | 1906   | 21. Mai 1906 – 21. März 1910           |
| Jenő Karátsonyi                        | Nemzeti Munkapárt (Nationale Partei der Arbeit) | 1910   | 23. Juni 1910 – 16. November 1918      |
| 1 Mandat vorzeitig abgelegt 2 Nachwahl |                                                 |        |                                        |